# Radoslav Zabavník
Radoslav Zabavník (* 16. září 1980, Košice, Československo) je bývalý slovenský fotbalový obránce a reprezentant. Na klubové úrovni působil mimo Slovensko v Bulharsku, Česku, Rusku a Německu.
Spolehlivý obránce, vynikal dobrou poziční hrou, měl kvalitní výskok i rozehrávku. Účastník Mistrovství světa 2010 v Jihoafrické republice.

## Klubová kariéra
S fotbalem začínal v Košicích, kde si v roce 1998 odbyl první ligovou premiéru. Odehrál zde 68 ligových zápasů. Poté přestoupil do klubu MŠK Žilina a prvně nastoupil v dresu slovenského národního týmu. Následoval odchod do bulharského týmu CSKA Sofia. Na konci roku 2005 jej jako posilu získala za 12 milionů korun Sparta Praha. Podepsal smlouvu na dva a půl roku, do června 2008. Premiérový gól v české lize vstřelil 25. února 2006 v zápase proti FC Zbrojovka Brno. V sezoně 2005/06 se stal se Spartou vítězem Poháru ČMFS. Jeho další štací byl ruský tým Terek Groznyj. Na jaře roku 2010 se upsal německému klubu 1. FSV Mainz 05.
V červnu 2013 se po skončení smlouvy s Mohučí (1. FSV Mainz 05) domluvil na angažmá v druholigovém německém klubu SV Sandhausen. V sezóně 2013/14 ho stíhala zranění a v srpnu 2014 se s ním klub domluvil na ukončení smlouvy a Radoslav se vrátil na Slovensko. Následně ukončil kariéru.

### Klubové statistiky
| 1998/1999              | 1. FC Košice    | Slovensko | Corgoň liga | 1  | 0 |
| 1999/2000              | 1. FC Košice    | Slovensko | Corgoň liga | 6  | 0 |
| 2000/2001              | 1. FC Košice    | Slovensko | Corgoň liga | 32 | 3 |
| 2001/2002              | 1. FC Košice    | Slovensko | Corgoň liga | 29 | 6 |
| 2002/2003              | MŠK Žilina      | Slovensko | Corgoň liga | 32 | 4 |
| 2003/2004              | MŠK Žilina      | Slovensko | Corgoň liga | 33 | 5 |
| 2004/2005              | PFK CSKA Sofia  | Bulharsko | A Grupa     | 29 | 6 |
| 2005/2006              | PFK CSKA Sofia  | Bulharsko | A Grupa     | 12 | 1 |
| 2005/2006              | AC Sparta Praha | Česko     | 1. liga     | 14 | 1 |
| 2006/2007              | AC Sparta Praha | Česko     | 1. liga     | 23 | 0 |
| 2007/2008              | AC Sparta Praha | Česko     | 1. liga     | 0  | 0 |
| Platí k 13. srpnu 2007 |                 |           |             |    |   |

## Reprezentační kariéra

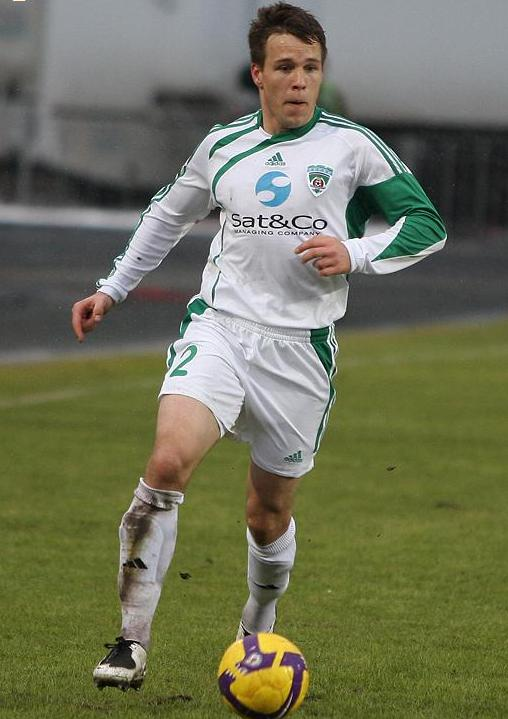
Radoslav Zabavník v dresu klubu Terek Groznyj v roce 2009

V A-mužstvu Slovenska debutoval 30. 4. 2003 v přátelském utkání v Žilině proti týmu Řecka (remíza 2:2).
Během úspěšné kvalifikace Slovenska na Mistrovství světa ve fotbale 2010 byl důležitým pilířem defenzivy slovenského mužstva.

14. listopadu 2012 odehrál kompletní přátelský zápas s Českou republikou v Olomouci. Slovenská reprezentace podlehla domácímu mužstvu 0:3.
Celkem odehrál v letech 2003–2012 za slovenský národní tým 58 zápasů a vstřelil jeden gól (v kvalifikačním utkání na MS 2006 proti Lichtenštejnsku).

### Mistrovství světa 2010
Na světovém šampionátu 2010 v Jižní Africe se Slovensko dostalo do osmifinále, kde podlehlo pozdějšímu vicemistrovi Nizozemsku 1:2. V základní skupině F v prvním zápase proti Novému Zélandu (15. června 2010, remíza 1:1) nastoupil na postu pravého obránce a absolvoval celé střetnutí. Ve druhém utkání proti Paraguay (20. června 2010), které Slovensko prohrálo 0:2, nehrál. Třetí zápas proti Itálii (24. června 2010) odehrál v základní sestavě, tentokrát na postu levého obránce. Byl u cenného vítězství 3:2, které slovenskému mužstvu zaručilo účast v osmifinále na úkor Itálie a Nového Zélandu. V osmifinále hrál také na levé straně obrany až do 88. minuty, kdy byl z taktických důvodů střídán útočníkem Martinem Jakubkem (slovenský tým prohrával a trenér potřeboval posílit ofenzivu). Slovensko prohrálo 1:2 a s turnajem se rozloučilo.

### Reprezentační góly
Góly Radoslava Zabavníka za A-mužstvo Slovenska
| Gól | Datum      | Stadion                  | Soupeř          | Skóre (min.)  | Výsledek | Soutěž                 |
| --- | ---------- | ------------------------ | --------------- | ------------- | -------- | ---------------------- |
| 010 | 8. 9. 2004 | Tehelné pole, Bratislava | Lichtenštejnsko | 07:0 0(90+2.) | 7:0      | kvalifikace na MS 2006 |